# Daniel Navarrete
Daniel Leonard Navarrete Muktans  (Caracas, Venezuela, 28 de marzo de 1977) es un actor, modelo y ganador del Míster Venezuela 2001.
Navarrete fue el representante oficial de Venezuela en el concurso Manhunt International 2002 realizado en Shanghái, China, el 9 de noviembre de 2002, donde quedó en el cuarto lugar.

## Televisión
-

| Año  | Televisión               | Empresa    | Rol             |
| ---- | ------------------------ | ---------- | --------------- |
| 2014 | Cosita linda             | Venevisión | Benny           |
| 2013 | Corazón valiente         | Telemundo  | Actor terciario |
| 2005 | El amor las vuelve locas | Venevisión | Silvano         |

| Predecesor: Luis Antonio Nery Gómez | Míster Venezuela 2001 | Sucesor: Andrés Eduardo Mistage Parilli |